# Clube Atlético Paranaense
Clube Atletíco Paranaense, ofte blot kaldet Atletíco Paranense, er en brasiliansk fodboldklub fra byen Curitiba, i staten Paraná. Klubber spiller pt. i den bedste brasilianske række, Brasileirão.
Klubbens største rival er Coritiba og sammen danner de derbyen 'Atle-Tiba'.
| Fodbold | Spire Denne artikel om en fodboldklub er en spire som bør udbygges. Du er velkommen til at hjælpe Wikipedia ved at udvide den. |

- Wikimedia Commons har flere filer relateret til Clube Atlético Paranaense